# ستيفان روثينبيك
ستيفان روثينبيك (بالألمانية: Stefan Ruthenbeck)‏ (19 أبريل 1972 بكولونيا في ألمانيا - ) هو مدرب كرة قدم ولاعب كرة قدم ألماني في مركز الدفاع. لعب مع غرويتر فورت وFV Bad Honnef ‏ و وTuS Mayen ‏.

## وصلات خارجية
- ستيفان روثينبيك على موقع قاعدة بيانات كرة القدم.إي يو (الإنجليزية)
- ستيفان روثينبيك على موقع Soccerway.com (الإنجليزية)
- ستيفان روثينبيك على موقع عالم كرة القدم.نت (الإنجليزية)